# Kriegerdenkmal Parleib
Das Kriegerdenkmal Parleib ist ein denkmalgeschütztes Kriegerdenkmal im Ortsteil Parleib der Stadt Gardelegen in Sachsen-Anhalt. Im örtlichen Denkmalverzeichnis ist das Kriegerdenkmal unter der Erfassungsnummer 094 98100 als Baudenkmal verzeichnet.

## Allgemeines
Bei dem Kriegerdenkmal handelt es sich um einen Sandsteinblock in Form einer Stele, gekrönt durch einen sitzenden Adler. Im oberen Drittel ist die Stele durch ein Eisernes Kreuz mit Eichenlaub verziert und in den unteren Dritteln ist eine Gedenktafel eingelassen. Flankiert wird die Stele von zwei kleinen Blöcken, auf denen jeweils ein Stahlhelm aus Stein aufgesetzt ist. Es wurde zum Gedenken an die Gefallenen des Ersten Weltkriegs und des Zweiten Weltkriegs errichtet. Die eingelassene Gedenktafel nennt die Namen der Gefallenen des Ersten Weltkriegs und auf einer kleinen Sandsteintafel vor der Stele sind die Namen der Gefallenen des Zweiten Weltkriegs genannt.

## Inschrift
Stele
Sandsteintafel